# 帕利塞德 (內布拉斯加州)
帕利塞德（英語：Palisade）是位於美國內布拉斯加州海斯縣及希奇科克縣的村。

## 人口
根據2020年美國人口普查的數據，帕利塞德的面積為0.92平方千米，皆為陸地。當地共有人口294人，而人口密度為每平方千米320人。